# 花のセールスマン 背広三四郎
『花のセールスマン 背広三四郎』（はなのセールスマン せびろさんしろう）は、1960年11月13日に公開された日本映画。製作、配給は東宝。モノクロ、東宝スコープ。併映は「筑豊のこどもたち」（原作：土門拳、監督：内川清一郎、主演：加東大介）。

## スタッフ
- 製作：清水雅[要出典]
- 企画：森岩雄[要出典]
- 脚本：吉田精弥
- 音楽：馬渡誠一
- 撮影：小泉福造
- 美術：浜上兵衛
- 録音：保坂有明
- 照明：金子光男
- 整音：下永尚
- プロデューサー：安達英三朗[要出典]
- 監督：岩城英二

## キャスト
- 船山順一：船戸順
- 北川綾子：白川由美

- 青木敬太：太刀川寛
- 春野冬子：柳川慶子
- 大野弥生：長谷きよみ
- 岩井太郎：佐原健二

- 大野社長：有島一郎
- 岩井社長：山茶花究
- 春野泰助：柳家金語楼

- 春野ゆき：一の宮あつ子
- 岸田勇介：土屋詩朗
- 村田販売部長：丘寵児
- 秋本販売主任：堤康久
- セールスマン原：渋谷英男
- セールスマン吉井：宇野晃司
- セールスマン立花：上村幸之
- 中野出荷課長：向井淳一郎
- 村松社長：吉頂寺晃
- 矢野監督：清水元
- 木下専務：津田光男
- 山本係長：古田俊彦
- 篠原：田島義文
- 下山：大友伸
- 徳田：久野四郎
- 守衛：夏木順平
- 早田電気店社長：広瀬正一
- 支那そば屋の親爺：沢村いき雄

ほか